# Lactarius lepidotus
Lactaire gris des aulnes verts
Espèce
Statut de conservation UICN

 NT  : Quasi menacé
Lactarius lepidotus, le Lactaire gris des aulnes verts, est une espèce de champignons basidiomycètes de la famille des Russulaceae.

## Systématique
Le nom correct complet (avec auteur) de ce taxon est Lactarius lepidotus Hesler & A.H.Sm..
Ce taxon porte en français le nom vernaculaire ou normalisé suivant : Lactaire gris des aulnes verts,.

## Statut de protection
Une étude, publiée en avril 2024, menée conjointement en France par l’UICN, l’OFB, le MNHN et l’AdoniF sur le statut de conservation dans le pays de plus de 250 espèces de champignons ; classe celle-ci dans la catégorie NT (quasi menacée) au niveau national et dans la catégorie VU (vulnérable) en région Alsace,.